# Grammatica spagnola
Il seguente articolo illustra le linee guida della grammatica spagnola. I verbi spagnoli sono approfonditi in un articolo a parte. L'appendice contiene i verbi più diffusi in lingua spagnola suddivisi per coniugazioni, i convenevoli e alcuni vocaboli base in spagnolo suddivisi per area semantica e comprensivi di articolo, genere e numero.

## Articoli e genere

### L'articolo determinativo e indeterminativo
In spagnolo, l'articolo è dotato di genere (maschile e femminile) e numero (singolare e plurale). L'articolo determinativo, come nelle lingue romanze e nell'arabo ed ebraico, serve a indicare un nome determinato e già noto, mentre quello indeterminativo gli dà un contorno di vaghezza. In più, quest'ultimo non si usa solo al singolare, ma anche al plurale per dire "alcuni, certi...", fermo restando che comunque esiste un vocabolo preciso per dire "alcuno, alcuni". Quest'uso al plurale è presente anche in portoghese. In più, si usa al plurale anche davanti a cifre per indicare l'approssimazione come in italiano estremamente colloquiale, fermo restando che esistono espressioni per tradurre "circa, più o meno, grossomodo...", e.g. "Costa un cinquanta euro" > Cuesta unos cincuenta euros, "Questa casa ha un cinquanta stanze" > Esta casa tiene unos cincuenta habitaciones.
- L'articolo determinativo maschile è el, mentre al plurale diventa los. Contrariamente all'italiano, non subiscono fusioni e contrazioni quando si affiancano a nomi inizianti per vocale o quando si combinano con le preposizioni semplici per formare le preposizioni articolate (ma subiscono delle fusioni quando si formano le preposizioni articolate). L'articolo determinativo al femminile è la, mentre al plurale diventa las. Anche questi non subiscono fusioni o contrazioni. Da una visione d'insieme, si ricava come gli articoli determinativi plurali finiscano in -s.
- L'articolo indeterminativo maschile è un, che al plurale diventa unos. Al femminile è una, plurale unas. Anche in questo caso non subiscono contrazioni davanti a nomi che iniziano per vocale. Non formano preposizioni articolate. I plurali finiscono entrambi in -s.
- Per una questione fonetica, i nomi femminili singolari che cominciano per a o ha tonica vogliono l'articolo maschile. El/Un aguila, El/Un hada

### I generi in spagnolo, nomi invariabili in genere e numero e formazione del plurale (nomi, aggettivi); passaggio dal maschile al femminile
Il genere e numero sono indicati con delle modifiche morfologiche alla radice delle parole, come in italiano. Le eccezioni sono i nomi che cambiano completamente la radice nel passaggio di genere come in italiano, e.g. il padre > la madre VS il professore > la professoressa. Il genere e il numero riguarda non solo i nomi, ma anche gli articoli e gli aggettivi: tutte queste componenti grammaticali devono avere l'accordo in genere e numero tra loro. L'accordo in numero riguarda anche i verbi e, in particolare, alla terza persona si distingue tra maschile e femminile. In sintesi, lo spagnolo funziona come l'italiano e le altre lingue neo-romanze.
- I nomi maschili, che sono di genere invariabile eccetto se sono nomi comuni di persona e alcuni nomi di animale, solitamente finiscono in -o, -or, -és, -al, -a e in -e. Sei esempi sono "el gato, el trabajador, el Marqués, el hospital, el dentista, el estudiante" (il gatto, il lavoratore, il Marchese, lo studente). Per ottenere il plurale maschile, si aggiunge la -s e, nel caso il nome finisca già in consonante, si aggiunge una "e", come se fosse un separatore. Eventuali accenti presenti nell'ultima sillaba di parola cadono. Si ottengono quindi le terminazioni -os, -ores, -eses (perde l'accento acuto), -ales, -as e -es. Sei esempi sono "los gatos, los trabajadores, los Marqueses, los hospitales, los dentistas, los estudiantes". I nomi dei giorni della settimana sono invariabili al plurale e finiscono in -es non accentato (e.g. el lunes > los lunes) tranne el sábado ed el domingo (peraltro maschile, contrariamente all'italiano). Attenzione alla minuscola, come in italiano, ma al contrario dell'inglese.
- I nomi femminili finiscono solitamente in -a, -ad, -ud, -ión, -is e -iz. Sei esempi sono "la planta, la universidad, la virtud, la acción, la crisis, la actriz". I plurali femminili funzionano in modo analogo al maschile (in più, si registra un cambio in ortografia in -iz > -ices) e sono rispettivamente -as, -ades, -udes, -iones e -ices (quelli in -is, che sono grecismi, sono invarabili in numero e la differenza di numero è indicata per esempio dall'articolo). Sei esempi sono "las plantas, las universidades, las virtudes, las acciones, las crisis, las actrices".
- Di base, c'è corrispondenza tra maschili e femminili in italiano, ma sporadicamente ci sono delle eccezioni nell'uso dell'articolo, e.g. el agua, el arma, el aula, el hambre (l'acqua, l'arma, l'aula, la fame): sono tutti nomi femminili, ma solo per rendere agevole la pronuncia per gli spagnoli si usa l'articolo maschile. I nomi dei colori e dei verbi usati come soggetto sono sempre maschili come in italiano (e.g. il verde, il rosso, il giallo; il mangiare, il bere, il dormire). Sempre come in italiano, mari, fiumi e oceani sono al maschile, mentre le isole sono al femminile (e.g. il Rio delle Amazzoni, il Mar Mediterraneo, l'Oceano Pacifico; le Maldive) ma non se si indicano arcipelaghi (e.g. el archipiélago caribeño). Davanti ai nomi di continenti (sono femminili come in italiano), non si mette l'articolo, e.g. "Europa", come pure davanti ai nomi di nazioni, città e nome e cognome di persona (ma in italiano e portoghese, davanti al nome proprio di persona, si antepone l'articolo a partire da un'usanza colloquiale). I nomi di alberi da frutto sono al maschile, mentre la frutta di solito è al femminile, come in italiano (e.g. el cerezo > la cereza, "il ciliegio > la ciliegia"; si paragoni al dialetto siciliano 'a ciràsa). I nomi di lingue sono al maschile, come in italiano, e non sono in maiuscola (e.g. el español, el inglés, el italiano). L'articolo si usa pure davanti a titoli professionali, contrariamente all'inglese (e.g. il Dottor Hernandez > spagnolo El Doctor Hernandez VS inglese Doctor Hernandez), e davanti ai nomi di famiglia come in entrambe le lingue (e.g. i Contreras > spagnolo los Contreras, inglese the Contreras). Ma non si usa davanti a comuni e generici titoli onorifici e con i nomi dei santi, come in inglese (e.g. il Signor Ribera > Señor Ribera, Don Pedro > Don Pedro, San Paolo > San Pablo).
- Dalle regole sul maschile e femminile si ricava come i nomi in -e siano invariabili in genere (e.g. el estudiante > la estudiante; los estudiantes > las estudiantes): la differenza si capisce in base al contesto o ad altri elementi che si accordano in genere, come l'articolo stesso. Anche dei nomi in -a sono invariabili in genere (e.g. el dentista > la dentista; los dentistas > las dentistas). L'invariabilità di genere (ma non in numero) riguarda anche gli aggettivi in -iz e in -e e corrisponde all'italiano, e.g. el hombre feliz,  hombre triste > la mujer feliz, la mujer triste; los hombres felices, los hombres tristes > las mujeres felices, las mujeres tristes.
- Quanto all'invarianza di numero, essa colpisce i grecismi in -is, come appena visto, ma anche delle parole non contabili, cioè quantificabili solo con delle unità di misura in tutte le lingue, e.g. latte > due casse/bottiglie/cartoni/litri/tipi di latte. Anche qualche concetto astratto per logica non può avere il plurale, e.g. "la felicità, la schiavitù" (la felicidad, la esclavitud).
- Nel maschile e femminile ci sono solo delle sporadiche eccezioni allo schema sopraindicato per riconoscerli. Uno degli esempi più famosi è "la mano > las manos": a prima vista può sfuggire perché è identico all'italiano, ma solitamente i nomi in -o vengono subito collegati al maschile.
- Alcuni nomi composti sono a priori terminanti al plurale come a volte accade italiano, e.g. el abrelatas, el lavaplatos, el parabrisas, el paraguas (l'apriscatole/"l'aprilatte", la lavastoviglie, il parabrezza, l'ombrello). In questi nomi composti non si usa il trattino/hyphen per separare i componenti. Altri nomi sono a priori al plurale, come in italiano e usarli al singolare darebbe una sensazione di straniamento (e.g. gli occhiali > gafas; le forbici > las tijeras).
- Il genere è stabilito di default, ma in alcuni animali e nei nomi comuni di persona (eccetto il caso in cui cambia totalmente il vocabolo e se sono invariabili) ci può essere il passaggio di genere. Se il nome al maschile singolare finisce in -o, la vocale finale muta in -a (e.g. el gato, los gatos > la gata, las gatas). Se finisce in consonante, si aggiunge una -a (eventuali accenti a fine parola cadono pure in questo caso), e.g. el director, los directores > la directora, las directoras; el Marqués, los Marqueses > la Marquesa, las Marquesas. Anche con gran parte degli aggettivi di nazionalità si ha questo pattern (tutti gli altri sono invariabili in genere come in italiano, e.g. "el timorense > la timorense" per indicare qualcuno che viene da Timor Est/Timor Leste; "el belga > la belga" per indicare qualcuno che viene dal Belgio). Solo poche parole mostrano delle irregolarità, tra cui per esempio "el actor > la actriz". A questi nomi singolari, si applicano tutte le regole già viste per ottenere il plurale. Cambiano a cascata anche tutti i componenti grammaticali riferiti a questi nomi, e.g. il genere degli articoli.
- Tutte le regole elencate valgono pure per il passaggio di genere negli aggettivi, che di default nei dizionari sono al maschile singolare (qualche dizionario online può reperirli a partire da qualunque forma o offrire subito sia il maschile e femminile sia il singolare e plurale): -o diventa -a, mentre se finisce in consonante si aggiunge -a. In più, si aggiungono che svariati aggettivi che corrispondono al participio passato al maschile singolare finiscono in -ado (quindi in -o, se si isola chirurgicamente la vocale finale) e al femminile dunque mutano in -ada (plurale -ados > -adas). Attenzione: se sono participi legati a un verbo ausiliare in tempi composti (e.g. il passato prossimo), sono in -ado invariabile: è solo l'ausiliare (sempre e solo "haber") a cambiare il numero, come in italiano (e.g. io ho attaccato, noi abbiamo attaccato, il soldato ha attaccato, la soldatessa ha attaccato). Alcuni aggettivi sono invariabili in genere sia in spagnolo sia in italiano, eg. facile, difficile, naturale, piacevole/gradevole, superiore, ottimista, felice (fácil, difícil, natural, agradable, superior, optimista, feliz). Di contro, hanno il plurale, come in italiano, pertanto un confronto con l'italiano e/o con un buon dizionario può sbrogliare eventuali dubbi. Solo in casi molto sporadici sono invariabili sono in spagnolo, e.g. azzurro, grigio (azul, gris): in italiano si può dire "azzurra, grigia", in spagnolo no. Il plurale in aggettivi composti (e.g. multicultural) si mette solo in fondo, come in italiano (> multiculturales). Gli aggettivi si mettono dopo il nome a meno che sono presenti inversioni enfatiche e simili e possono subire delle cadute di vocale finale al maschile (apocope), come in italiano (e.g. bueno amigo > buen amigo).
- Anche nel passaggio di genere ci sono sporadiche eccezioni e irregolarità che si imparano a memoria, e.g. el modelo > la modelo (il modello > la modella). Ma molte altre sono uguali all'italiano, se si osserva la traduzione senza farsi fuorviare dalla terminazione in spagnolo, e.g. el testigo > la testigo (il testimone > la testimone). Questa parola al femminile è invariabile come in italiano. Se ci si fossilizza solo sullo spagnolo, al femminile sembra di vedere *testiga, ma è insensato pure in italiano. Un altro esempio famoso è "el joven > la joven" (il giovane > la giovane) e "el juez > la juez" (il giudice, la giudice; *la giudicessa non esiste in italiano). Quindi, un confronto in primis con l'italiano e successivamente la consultazione di un buon dizionario cartaceo/online o di un buon traduttore può sbrogliare i dubbi che si possono presentare sporadicamente. A questi nomi, si aggiungono quelli che mutano totalmente dal maschile al femminile e che si imparano a memoria, e.g. il padre > la madre, l'uomo > la donna, il marito > la moglie (el padre > la madre, el hombre > la mujer, el marido/esposo > la esposa). Come già accennato, dei nomi che subiscono un passaggio di genere cambiano significato (e.g. il ciliegio > la ciliegia). Un altro esempio ilare è "el Papa > la papa" (il Papa > la patata).

## I gradi dell'aggettivo (comparativi e superlativi)
- Il comparativo di maggioranza si forma con la struttura "X más [aggettivo] que Y".
- Il comparativo di uguaglianza si forma con la struttura "X tan [aggettivo] como Y".
- Il comparativo di minoranza si forma con la struttura "X menos [aggettivo] que Y".
- Il superlativo assoluto si forma con il suffisso -ísim@ > plurale -ísim@s aggiunto all'aggettivo. Se l'aggettivo finisce in -z, cambia anche in questo caso in -c, mentre se finisce in un suono velare /k, g/ (ovvero gli aggettivi in -co, -go) ,in ortografia si aggiunge una "u" nella stessa misura in cui in italiano si aggiunge "h" per bloccare la palatalizzazione della consonante ("larghissimo VS *largissimo"). In alternativa, il superlativo assoluto si forma con "muy +aggettivo".
- Il superlativo relativo è "el/la/l@s más [aggettivo] del/de la/de l@s X" in riferimento/relativo a uno o più gruppi (e.g. "i più veloci della squadra"). Questa è la struttura base, che si modifica in base a ciò che si dice effettivamente, e.g. "i runner più veloci della squadra" > Los corridores más rapidos del equipo (per esempio, in questa frase era anche presente un nome, non solo un generico articolo).
- Alcuni superlativi sono irregolari, come in italiano (sono invariabili in genere):

bueno > mejor(es) (migliore)
malo > peor(es) (peggiore)
grande > mayor (maggiore)
pequeño > menor (minore)
viejo > mayor (maggiore/più anziano)
- Infine, nei comparativi si usa "que", ma se riferito a numeri, si usa "de". Le due espressioni fisse possibili sono "più di [cifra]; meno di [cifra]": más de [cifra], menos de [cifra]. Una terza casistica in cui si una "de" è un'altra struttura fissa "más/menos [aggettivo] de lo que [verbo]", e.g. "Questo compito è meno difficile di quello che pensi".
- Le strutture dei tre comparativi si usano pure con gli avverbi, e.g. "Pedro corre più velocemente di Alejandro". Semplicemente, al posto dell'aggettivo si inserisce l'avverbio (a volte, come in italiano e inglese colloquiale, si può sentire un aggettivo al posto dell'avverbio, e.g. corre velocemente VS corre veloce. Questa sostituzione colloquiale si ritrova pure nelle comparazioni, e.g. "Pedro corre più veloce di Alejandro").

## I pronomi

### Pronomi e aggettivi dimostrativi (deissi distale e prossimale +versioni enfatiche e neutre); uso di "lo/la > l@s"
In spagnolo, come in portoghese, italiano, sardo, coreano e giapponese, ci sono tre deittici: uno prossimale che indica la vicinanza a sé/di chi parla, uno che indica la vicinanza a chi ascolta e uno che indica la lontananza (deissi distale). Equivalgono dunque a "questo, codesto, quello" e subiscono variazioni in base al genere e numero di ciò a cui si riferiscono.
- "Questo/i" è este > estos. Si possono usare anche da soli (in tal caso, sono pronomi). Il femminile è esta > estas. Il plurale quindi ha sempre la -s.
- "Codesto/i" è ese > eses; il femminile è esa > esas.
- "Quello/i" è aquel > aquellos; il femminile è aquella > aquellas.

I pronomi dimostrativi sono identici agli aggettivi dimostrativi, avviene infatti solo un piccolo cambiamento ortografico: la "e" iniziale o in seconda sillaba prende l'accento. Pertanto, essi sono éste/ésta, ést@s, ése/éses, ésa/ésas, aquél/aquélla, aquéll@s. In pronuncia, non cambia nulla.
Per dare enfasi, "questo X qui", "codesto X costì" e "quel X là" sono "este X aquí, ese X ahí, aquel X allá". L'aggettivo dimostrativo è poi variabile da caso a caso, ma il rafforzativo dopo l'oggetto è invariabile.
Le tre versioni neutre e invariabili "esto, eso, aquello" si trovano in espressioni fisse (e.g. "Por eso...", per questo...) e si sentono sporadicamente per riferirsi a concetti generici. Il caso esemplare è proprio quello delle esclamazioni, e.g. "<Questo> è meraviglioso!" > ¡Esto es maravilloso! "Quello è orribile!" > ¡Eso es horrible!, come l'inglese "This is wonderful! That's awful"). Il secondo e ultimo caso esemplare è quello in cui una frase parte per dislocazione con un pronome dimostrativo dal sapore enfatico per poi specificare il suo contenuto (a meno che si dice la frase per concludere un discorso: in questo caso si può pure usare), e.g. "Questo è quello che voglio fare: migliorare le condizioni del mio Paese" > Esto es lo que quiero hacer: mejorar las condiciones de mi País; "Aumentare il salario minimo, garantire l'assistenza sanitaria ai più deboli, valorizzare il territorio. Questo è il mio programma." > Aumentar el salario mínimo, garantizar la asistencia sanitaria a los más débiles, potenciar el territorio. Este/Esto es mi programa.
L'uso di questi pronomi è analogo a "lo", che si può pensare come "ciò/quello" generico che si capisce in base al contesto e che si ritrova in strutture fisse, come "Ciò che..." (e.g. Ciò che voglio è vincere le elezioni. Vota per me: conosco ciò che è bene e ciò che è male > Lo que quiero es ganar las elecciones. Vota por mí: yo sé lo que está bien y lo que está mal). Nella seconda casistica, traduce "lo" come in italiano quando si riferisce a un oggetto, e.g. "Quando Vanessa trovò il telefono, lo prese, lo portò in camera da letto e lo attaccò alla presa della corrente" > Cuando Vanessa encontró el teléfono, lo tomó, lo llevó al dormitorio y lo enchufó a la toma de corriente. "L'ho fatto" > (Yo) lo he hecho. Semplicemente, "la" è il femminile e il plurale è "l@s".

### Pronomi personali soggetto e oggetto (diretto e indiretto); pronomi e aggettivi possessivi; come dare del Lei
I pronomi personali soggetto e il loro corrispettivo come oggetto diretto, il pronome e aggettivo possessivo (con parola-fantoccio esempio "hermano/a", fratello/sorella +plurale) sono:
| Soggetto        | Oggetto diretto | Oggetto indiretto  | Aggettivo possessivo                            | Pronome possessivo                                            |
| --------------- | --------------- | ------------------ | ----------------------------------------------- | ------------------------------------------------------------- |
| yo              | me...           | -me                | mi herman@ > mis herman@s                       | el mio, la mia > l@s mí@s                                     |
| tú              | te...           | -te                | tu herman@ > tus herman@s                       | el tuyo, la tuya > l@s tuy@s                                  |
| él, ella; Usted | l@...           | -le (a él, a ella) | su herman@ > sus herman@s                       | el suyo, la suya > l@s suy@s                                  |
| nosotr@s        | nos...          | -nos               | nuestr@ herman@ > nuestr@s herman@s             | el nuestro, la nuestra > l@s nuestr@s                         |
| vosotr@s        | vos...          | -os                | vuestr@ herman@ > vuestr@s herman@s             | el vuestro, la vuestra > l@s vuestr@s                         |
| ell@s; Ustedes  | los...          | -les (a ell@s)     | su herman@ (de ell@s) > sus herman@s (de ell@s) | el suyo (de ellos), la suya (de ellas) > l@s suy@s (de ell@s) |

La terza persona singolare e tutti i plurali sono dotati di genere (e.g. nosotros VS nosotras): se tutti i soggetti sono donne, si usa il femminile. Se c'è anche solo un maschio, si usa il maschile. I pronomi personali soggetto si possono omettere, a meno che una persona vi da enfasi o li usa come ridondanza per un qualunque motivo. Siccome ogni verbo ha morfologia per ogni persona, il pronome personale soggetto di base è superfluo, come in italiano e portoghese. Siccome la lingua permette di omettere questo elemento (contrariamente al cinese, coreano, giapponese e inglese), si dice che è pro-drop.
Il pronome personale oggetto diretto si usa prima del verbo (principale o ausiliare che sia), come nell'italiano corrente (e.g. "io ti avviso, vi avviso, lui mi avvisa, loro ci avvisano, noi li avvisiamo, noi li abbiamo avvisati, noi li avevamo avvisati, che noi li avessimo avvisati, noi li avremmo avvistai, noi li avremo avvisati,..."). Se è oggetto indiretto (e.g. "Dammi il libro"), si mette subito dopo il verbo, senza separazioni o trattini di alcun genere, come in italiano (il trattino è usato solo in tabella per indicare che è incollato al verbo).
L'aggettivo possessivo, come in francese e inglese, non ha articolo determinativo davanti siccome già lui da solo rende l'oggetto ben specifico. L'uso del singolare e del plurale deriva dal numero dell'oggetto posseduto, come in italiano (d'altronde nei nomi comuni, eccetto in nomi non contabili come "latte", si marca il numero a differenza di lingue come il cinese, giapponese e coreano e c'è dunque l'accordo pure con i possessivi), e.g. mio fratello/il fratello di me > i miei fratelli/i fratelli di me; mia sorella/la sorella di me > le mie sorelle/la sorella di me. Quindi il plurale rimarca l'accordo in base al nome (è l'elemento che davvero conta) e non al possessore, e.g. "il nostro libro > i nostri libri": "nostro" indica una pluralità di persone... ma è un aggettivo singolare come numero, mentre "nostri" indica la pluralità e in più è al plurale. Funziona dunque come l'italiano, tuttavia della confusione sorge in questi casi quando si approccia l'argomento per la primissima volta o perché le regole in italiano sono interiorizzate e usate in modo automatico. Questi topic, insieme allo studio delle lingue straniere, permettono dunque una riflessione anche sulla propria lingua. Quanto al pronome, il genere e numero deriva sempre dal nome in questione, che ancora una volta è l'elemento che davvero conta, e.g. "il mio libro, la mia sedia > il mio, la mia" (se il possessore è maschio, è e resta maschio pure se possiede il libro e la sedia), "i miei libri, le mie sedie > i miei, le mie" (il possessore è sempre uno ed è sempre maschio: genere e numero servono a capire a che oggetti ci si riferisce e che ora sono dati per scontati). In estrema sintesi, funzionano come l'italiano. Una piccola difficoltà si ritrova alla terza persona in spagnolo, che non ha distinzioni, ma l'aggiunta di "de ellos/de ellas" distingue bene il possessore singolare da quello plurale.
In spagnolo si dà del Lei +3° persona singolare come in italiano quando si vuole mostrare cortesia. L'equivalente del Lei è "Usted". In più esiste anche la versione plurale di questo pronome, che si può pensare come un "Loro" cortese +3° persona plurale. Il plurale, che funziona come un plurale qualunque, è "Ustedes". Le abbreviazioni sono rispettivamente "Ud." e "Uds.". Dunque, "tú; vosotros/as" sono di base informali, tuttavia "tú" si usa anche per rivolgersi alle divinità, con cui dunque si cerca un rapporto molto intimo.
Per dire "colui/colei che... > coloro che..." si usa "el/la que... > l@s que" (niente accenti). Per dire "ciò che..." si usa "lo que...", invariabile. Questo "lo" viene solitamente indicato come un articolo neutro. Il secondo uso è stato illustrato mentre si trattavano i gradi dell'aggettivo.
Due pronomi di fila seguono lo stesso ordine dell'italiano (e.g. "La mamma mi legge le fiabe [los cuentos de hadas, "i racconti di fate"], me le legge ogni sera" > me los lee cada noche), idem quando si usa un pronome e un verbo negativo (e.g. non lo tocchi! ¡No lo toques! Non le dia quella bottiglia! ¡No le des esa botella!).
Infine, i pronomi personali seguiti da "con" mostrano tre irregolarità che si imparano a memoria: conmigo (con me), contigo (con te), consigo (con lui/lei/Lei/loro). Gli ultimi due sono regolari: con nosotr@s, con vosotr@s. Quelli alla terza persona ancora una volta sono ambigui, ma con la dicitura per esteso o con l'uso del contesto si possono sbrogliare: "con él, con ella > con ell@s; con Usted > con Ustedes". Simili diciture per esteso o il contesto sbrogliano simili ambiguità nei pronomi e aggettivi possessivi e nei pronomi personali usati come oggetto indiretto. In italiano non c'è ambiguità in svariati di questi casi (e.g. con lui, con lei, con loro, dagli, dalle, il suo, la sua). Solo al plurale non si specifica il genere (con loro= con essi? Con esse? A loro= a essi? A esse? Dagli= a lui? A loro? Se si sostituisce con il più formale, letterario e raro "Dai loro X", è a essi? A esse?). Siccome a volte si deve disambiguare il genere, in spagnolo frasi come "A lei le piace il cioccolato" non hanno strutture pleonastiche o modi di dire colloquiali e infantili, ma possono essere corrette e necessarie (e.g. "Le gusta el chocolate" > a él? A ella? >> "A él/ella le gusta el chocolate"; "Les gustan los caramelos de limón y jengibre" > "A ell@s les gustan los caramelos de limón y jengibre"). Simili strutture si possono usare anche nelle altre persone e vengono considerate corrette se si usano per dare enfasi. Per il resto, il loro uso è identico all'italiano, tranne quando "io, tu" si usano con preposizioni e con "eccetto/escluso" (incluso, excepto): in spagnolo restano tali (pronomi soggetto), mentre in italiano si sostituiscono con quelli oggetto (ma in una parlata molto colloquiale possono a volte restare soggetto), e.g. tra me e te VS tra io e tu [colloquiale; versione spagnola a priori].

### Pronomi relativi
"Che" in spagnolo si traduce come "que" ed è invariabile come in italiano (e.g. Il professore che insegna spagnolo), ma se si usa la dicitura per esteso "il quale, i quali > la quale, le quali" sono presenti genere e numero. La traduzione è "el cual, la cual > l@s cuales" e si usa se si vuole introdurre una proposizione subordinata separata da virgola (e.g. Bach è l'autore dell'"Arte della Fuga", che/la quale è la mia opera musicale preferita). La terza e ultima casistica è l'utilizzo del pronome relativo in una frase incidentale, e.g. "L'autore del libro, che è un esperto di spagnolo e portoghese, oggi è in pensione": i due sono quien (persone) e que (cose e animali), invariabili.

### Pronomi e aggettivi indefiniti
Indicano un'entità indefinita o quantità indefinita e i principali sono:
- algun@s  (qualche; alcuni/e) [alternativa a un/una > un@s]
- ningún, ninguna  (nessuno, nessuna)
- tod@ > tod@s  (tutti) [sia oggetti che persone]
- alguien  (qualcuno)
- algo  (qualcosa)
- nadie  (nessuno)
- nada  (niente)
- ninguno  (nessuno dei due)  (!!! Nessuno dei tre > Ninguno de los tres)

## I numeri ordinali e cardinali

### Numeri cardinali da 0 a 100
I numeri da 0 a 20 inclusi e le decine si imparano a memoria. Dal 21 in poi, i numeri hanno una precisa disposizione: dal 31 incluso in poi, l'unità è separata dalla congiunzione coordinante "y". Se il numero che ha unità 1 (e.g. 21, 31, 41...) è usato in isolamento, finisce con "...y uno". Se è usato prima di un oggetto, è presente l'accordo in genere (...y un, ...y una), e.g. 31 televisori e 31 sedie > treinta y un televisores y treinta y una sillas. I numeri da 0 a 100 inclusi sono:
0. cero

1. uno

2. dos

3. tres

4. cuatro

5. cinco

6. seis

7. siete

8. ocho

9. nueve

10. diez

11. once

12. doce

13. trece

14. catorce

15. quince

16. dieciséis

17. diecisiete

18. dieciocho

19. diecinueve

20. veinte

21. veintiuno

22. veintidós

23. veintitrés

24. veinticuatro

25. veinticinco

26. veintiséis

27. veintisiete

28. veintiocho

29. veintinueve

30. treinta

31. treinta y uno

32. treinta y dos

33. treinta y tres

34. treinta y cuatro

35. treinta y cinco

36. treinta y seis

37. treinta y siete

38. treinta y ocho

39. treinta y nueve

40. cuarenta

41. cuarenta y uno

42. cuarenta y dos

43. cuarenta y tres

44. cuarenta y cuatro

45. cuarenta y cinco

46. cuarenta y seis

47. cuarenta y siete

48. cuarenta y ocho

49. cuarenta y nueve

50. cincuenta

51. cincuenta y uno

52. cincuenta y dos

53. cincuenta y tres

54. cincuenta y cuatro

55. cincuenta y cinco

56. cincuenta y seis

57. cincuenta y siete

58. cincuenta y ocho

59. cincuenta y nueve

60. sesenta

61. sesenta y uno

62. sesenta y dos

63. sesenta y tres

64. sesenta y cuatro

65. sesenta y cinco

66. sesenta y seis 

67. sesenta y siete

68. sesenta y ocho

69. sesenta y nueve 

70. setenta

71. setenta y uno

72. setenta y dos

73. setenta y tres

74. setenta y cuatro 

75. setenta y cinco 

76. setenta y seis

77. setenta y siete

78. setenta y ocho

79. setenta y nueve

80. ochenta

81. ochenta y uno

82. ochenta y dos

83. ochenta y tres

84. ochenta y cuatro

85. ochenta y cinco

86. ochendo y seis

87. ochenta y siete

88. ochenta y ocho

89. ochenta y nueve

90. noventa

91. noventa y uno

92. noventa y dos

93. noventa y tres

94. noventa y cuatro

95. noventa y cinco

96. noventa y seis

97. noventa y siete

98. noventa y ocho

99. noventa y nueve 

100. cien

### Numeri cardinali: centinaia
I numeri dal 200 al 900 si possono esprimere anche al femminile (doscientos/doscientas, quinientos/quinientas, etc.). Le centinaia, con qualche esempio base di decine e unità attaccate, sono le seguenti, seguono un pattern e vi viene aggiunto il numero mille:
200. doscientos
250. doscientos cincuenta
251. doscientos cincuenta y uno (+accordo in genere se non in isolamento)
255. doscientos cincuenta y cinco
300. trescientos
400. cuatrocientos
500. quinientos
600. seiscientos
700. setecientos
800. ochocientos
900. novecientos
1000. mil

### Le migliaia, decine di migliaia e centinaia di migliaia
Anche le migliaia e decine di migliaia seguono un pattern. Esse, incluso il numero 1.000.000, sono le seguenti:
2000. dos mil
3000. tres mil
4000. cuatro mil
5000. cinco mil
6000. seis mil
7000. siete mil
8000. ocho mil
9000. nueve mil
10.000. diez mil
20.000. veinte mil
30.000. treinta mil
40.000. cuarenta mil
50.000. cincuenta mil
60.000. sesenta mil
70.000. setenta mil
80.000. ochenta mil
90.000. noventa mil
100.000. cien mil
200.000. doscientos mil
300.000. trescientos mil
400.000. cuatrocientos mil
500.000. quinientos mil
600.000. seiscientos mil
700.000. setecientos mil
800.000. ochocientos mil
900.000. novecientos mil
1.000.000. un millón

### I milioni
Anche nei milioni è presente un semplice pattern. Il numero "un miliardo (e qualcosa)" non si traduce letteralmente, ma si rende come "mille milioni".
2.000.000. dos millones
3.000.000. tres millones
4.000.000. cuatro millones
5.000.000. cinco millones
6.000.000. seis millones
7.000.000. siete millones
8.000.000. ocho millones
9.000.000. nueve millones
10.000.000. diez millones
20.000.000. veinte millones
30.000.000. treinta millones
40.000.000. cuarenta millones
50.000.000. cincuenta millones
60.000.000. sesenta millones
70.000.000. setenta millones
80.000.000. ochenta millones
90.000.000. noventa millones
100.000.000. cien millones
200.000.000. doscientos millones
300.000.000. trescientos millones
400.000.000. cuatrocientos millones
500.000.000. quinientos millones
600.000.000. seiscientos millones
700.000.000. setecientos millones
800.000.000. ochocientos millones
900.000.000. novecientos millones
1.000.000.000 mil milliones/un billón

### I miliardi e esempio con i trilioni
I miliardi seguono due pattern: nel primo, si traducono come in inglese e italiano, tale per cui si usa la parola "miliardo" (che in realtà ricalca l'inglese "billion", bilione). In base a un'altra possibilità, "N miliardi" si rende con l'inciso fisso "N mil milliones", tale per cui per esempio "cinque miliardi" diventa "cinquemila milioni". In sintesi, i miliardi si riconvertono per esteso in migliaia di milioni. Il pattern usato sotto è quello che usa la parola "billiones" siccome è il più rapido:
2.000.000.000. dos billones
3.000.000.000. tres billones
4.000.000.000. cuatro billones
5.000.000.000. cinco billones
6.000.000.000. seis billones
7.000.000.000. siete billones
8.000.000.000. ocho billones
9.000.000.000. nueve billones
10.000.000.000. diez billones
20.000.000.000. veinte billones
100.000.000.000. cien billones
200.000.000.000. doscientos billones
1.000.000.000.000. un trillón
2.000.000.000.000. dos trillones
10.000.000.000.000. diez trillones
20.000.000.000.000. veinte trillones
100.000.000.000.000. cien trillones
200.000.000.000.000. doscientos trillones

### Numeri ordinali
I numeri ordinali sono dotati di accordo di genere, come in italiano (e.g. il secondo libro, la seconda sedia). "Primo/a" è anche dotato di numero, sempre come in italiano (e.g. i primi studenti che..., le prime studentesse che..., i primi, le prime). Man mano che i numeri ordinali crescono (solitamente dal 15 incluso in poi), si cessa di usare l'ordinale e si usa il cardinale, contrariamente all'italiano (e.g. "Il quindicesimo congresso" > il congresso quindici). Le uniche due lievi irregolarità sono in "primo, terzo": se aggettivi maschili, subiscono la caduta di -o (e.g. "El primer estudiante, el tercer estudiante"). Quest'ultima si conserva se sono usato come pronome ("El primero, el tercero").
1. primer, -er@ (> -er@s)
2. segund@
3. tercer, -er@
4. cuart@
5. quint@
6. sext@
7. séptim@
8. octav@
9. noven@
10. décim@
11. undécim@ o decimoprimer@
12. duodécim@ o decimosegund@
13. decimotercer@
14. decimocuart@
20. vigésim@
21. vigésimo primer@
30. trigésim@
40. cuadragésim@
50. quincuagésim@
60. sexagésim@
70. septuagésim@
80. octogésim@
90. nonagésim@
100. centésim@

### Miscellanee
- I multipli più diffusi sono: el doble (il doppio), el triple (il triplo), el cuádruplo (il quadruplo), el quíntuplo (il quintuplo), el séxtuplo (il sestuplo). In tutti gli altri, si usa la parola "volte" (vecez), e.g. dieci volte più grande > diez veces más grande.
- I numeri con la virgola si leggono come in italiano, e.g. 3,5 > tres coma cinco.
- La percentuale si traduce con "por ciento", e.g. 3% > tres por ciento, 2,67% > dos coma sesenta y siete por ciento. Se la quantità è relativa, esempi di uso sono "el dos por ciento de los estadounidenses, el dos por ciento de las estudiantes en Argentina, el dos coma cero cinco por ciento del capital social de nuestra corporación, el dos por ciento de la reserva de oro de México" (il 2% degli statunitensi, il 2% degli studenti in Argentina, il 2,05% del capitale sociale della nostra compagnia, il 2% della riserva aurea del Messico): la traduzione è analoga all'italiano (attenzione al verbo, che almeno nella parlata e scrittura curata deve essere al singolare: si riferisce a una percentuale).
- I gradi di temperatura si indicano con ...grados Celsius/centígrados e ...grados Fahrenheit, e.g. "Más o menos/al menos/más de/menos de treinta y seis grados centígrados" (più o meno/almeno/più di/meno di trentasei gradi centigradi). A questo si aggiungono espressioni come "diez grados bajo cero" (sottozero), "diez grados sobre cero" (sopra lo zero) e "cero grados" (zero gradi).
- La parola "metà" si traduce di solito con "mitad (+de...)", e.g. la mitad de la manzana, la mitad del puerto, aproximadamente la mitad de los estudiantes, al menos la mitad de las maestras (la metà della mela, la metà del porto, grossomodo la metà degli studenti, almeno la metà delle maestre). Altri esempi affiancati a unità di misura diffuse, che perlaltro vedono un cambiamento di traduzione ("medio"), sono "mezzo chilo(grammo) di pane, mezzo litro di latte, mezzo grammo di cannabis, mezzo millilitro di atropina, mezzo milligrammo di oro, mezzo metro di stoffa, mezza cassetta di ananas, mezza tonnellata di mele" > medio kilo(gramo) de pan, medio litro de leche, medio gramo de cannabis, medio mililitro de atropina, medio miligramo de oro, medio metro de tela, media caja de piñas, media tonelada de manzanas.
- I numeri romani si leggono come ordinali e tipicamente si trovano nei nomi dei sovrani e nel numero dei secoli e millenni, e.g. Filippo I°, Edward II°, Carlo III° > Filippo Primero, Edward Segundo, Carlo Tercero...; il III° secolo > el tercer siglo.
- Il prezzo di base si indica come in italiano, e.g. un euro, cinque euro e mezzo, sei dollari statunitensi e cinquanta centesimi, sei yuan, circa cinque won, almeno otto rupie, meno di sei rubli > un euro, cinco euros y medio, seis dólares estadounidenses con cincuenta centavos, seis yuanes, aproximadamente cinco wones, al menos ocho rupias, menos de seis rublos.
- I numerali collettivi più diffusi in spagnolo, utilizzabili anche in isolamento, sono "un paio di, una mezza dozzina di, una dozzina di, una decina di” > un par de..., una docena de..., media docena de..., unos diez...
- Per l'orario, che si può pensare come accorpato alle espressioni di tempo, i costrutti principali illustrati attraverso esempi concreti sono:

sono le sei del mattino, è l'una del pomeriggio, sono le due/tre/quattro/cinque/sei del pomeriggio, sono le sette di sera, è l'una di notte/mattina, sono le due di notte/mattina, sono le tre di notte/mattina:
son las seis de la mañana, es la una de la tarde, son las dos/tres/cuatro/cinco/seis de la tarde, son las siete de la tarde, es la una de la mañana, son las dos de la mañana, son las tres de la mañana;
sono le quattro/cinque/sei/sette/otto/nove/dieci del mattino, sono le undici di mattina:
son las cuatro/cinco/seis/siete/ocho/nueve/diez de la mañana, son las once de la mañana;
è mezzogiorno, è l'una in punto/spaccata, è l'una e un quarto, è l'una e mezza, manca un quarto alle due, è l'una e un minuto, è l'una e cinque minuti, è l'una meno cinque minuti:
es medio día, es la una en punto, Es la una y cuarto, es una y treinta, son las dos menos cuarto, es la una y un minuto, es la una y cinco (minutos), faltan cinco minutos para la una.
- Riguardo alle frazioni, i vocaboli principali (eccetto 1/2, "mitad") sono:

un terzo, due terzi, un quarto, due quarti, un quinto, due quinti, un sesto, due sesti, un settimo, due settimi, un ottavo, due ottavi, un nono, due noni, un decimo, due decimi:
un tercio, dos tercios, un cuarto, dos cuartos, un quinto, dos quintos, un sexto, dos sextos, un séptimo, dos séptimos, un octavo, dos octavos, un noveno, dos novenos, un décimo, dos décimos;
un undicesimo, un dodicesimo, due dodicesimi, un tredicesimo, due tredicesimi, un quattordicesimo, un quindicesimo, un sedicesimo, un diciassettesimo, un diciottesimo, un diciannovesimo, un ventesimo:
uno undécimo, uno duodécimo, dos doceavos, uno decimotercero, dos decimoterceros, uno decimocuarto, uno decimoquinto, uno decimosexto, uno diecisiete, uno dieciocho, uno diecinueve, uno vigésimo;
un ventunesimo, un ventiduesimo, un ventitreesimo, un trentesimo, un quarantesimo, un cinquantesimo, un sessantesimo, un settantesimo, un ottantesimo, un novantesimo:
un vigésimo primero, un vigésimo segundo, un vigésimo tercero, un trigésimo, un cuadragésimo, un quincuagésimo, un sexagésimo, un setenta, un ochenta, un nonagésimo;
un centesimo, due centesimi, un millesimo, due millesimi, un milionesimo, due milionesimi, un miliardesimo, due miliardesimi:
un centavo, dos centavos, una milésima, dos milésimas, una millonésima, dos millonésimas, una mil millonésima, dos mil millonésimas;
un decimo della torta, un decimo del capitale sociale, un decimo degli studenti, un decimo delle studentesse, due decimi della torta:
una décima parte del pastel, una décima parte del capital social, una décima parte de los estudiantes, una décima parte de las estudiantes, dos décimas de la torta.
- Quanto invece alle operazioni matematiche molto basilari illustrate tramite esempi concreti e meccanici:

tre più tre è uguale a sei: tres más tres es igual a seis
tre meno tre è uguale a zero: tres menos tres es igual a cero
tre meno quattro è uguale a meno uno: tres menos cuatro es igual a menos uno:
tre per tre è uguale a nove: tres por tres es igual a nueve
sei diviso tre è uguale a due: seis dividido por tres es igual a dos
sette diviso tre è uguale a due con il resto pari a uno: siete dividido por tres es igual a dos con el resto igual a uno
tre alla seconda è uguale a nove: tres (elevado) al segundo es igual a nueve
tre alla terza è uguale a ventisette: tres al tercero es igual a veintisiete
tre alla quarta è uguale a ottantuno: tres al cuarto es igual a ochenta y uno
due alla quinta è uguale a trentadue: dos al quinto es igual a treinta y dos
due alla sesta è uguale a sessantaquattro: dos a sexto es igual a sesenta y cuatro
due elevato alla settima: dos elevado al séptimo
due elevato all'ottava: dos elevado a la octava
due elevato alla nona: dos elevado al noveno
due elevato alla decima: dos elevado al décimo
due elevato all'undicesima: dos elevado a la undécima
la radice quadrata di venticinque è uguale a cinque: la raíz cuadrada de veinticinco es igual a cinco
la radice cubica di ventisette è uguale a tre: la raíz cúbica de veintisiete es igual a tres
il cinquanta percento di sessanta è uguale a trenta: cincuenta por ciento de sesenta es igual a treinta
il sessanta percento di cinquantà è sempre uguale a trenta: el sesenta por ciento de cincuenta es siempre igual a treinta
zero diviso zero è uguale a infinito/è indeterminato: cero dividido por cero es igual a infinito/es indeterminado
zero diviso un numero è impossibile: cero dividido por un número es imposible
il pi greco è pari a tre virgola centoquarantuno: pi es igual a tres coma ciento cuarenta y uno
quattro x alla seconda (segno) uguale tre y alla terza diviso due y alla meno tre: cuatro x elevado al segundo (signo) igual tres y elevado al tercero dividido por dos y elevado a menos tres.

## Il sistema verbale: introduzione

Coniugazione di "correre" in spagnolo.